# Triaeris pusillus
Triaeris pusillus là một loài nhện trong họ Oonopidae.
Loài này thuộc chi Triaeris. Triaeris pusillus được miêu tả năm 1942 bởi Bryant.